# Impatientinum asiaticum
Impatientinum asiaticum är en insektsart som beskrevs av Nevsky 1929. Impatientinum asiaticum ingår i släktet Impatientinum och familjen långrörsbladlöss. Arten är reproducerande i Sverige.

## Underarter
Arten delas in i följande underarter:
- I. a. asiaticum
- I. a. dalhousiensis